# Klein Woltersdorf (Groß Pankow)
Klein Woltersdorf ist ein bewohnter Gemeindeteil im Ortsteil Groß Woltersdorf der Gemeinde Groß Pankow (Prignitz) im Landkreis Prignitz in Brandenburg.

## Geografie und Verkehrsanbindung
Klein Woltersdorf liegt südöstlich des Kernortes Groß Pankow an der Landesstraße L 146. Westlich verläuft die B 107 und östlich die B 103. Südlich vom Ort fließt der Cederbach.
Nachbarorte sind Seefeld und Boddin im Nordosten, Breitenfeld und Schönebeck im Südosten, Kehrberg im Süden, Brünkendorf im Südwesten, sowie Groß Woltersdorf im Nordwesten.

## Sehenswürdigkeiten
Als Baudenkmale sind ausgewiesen (siehe Liste der Baudenkmale in Groß Pankow (Prignitz)#Klein Woltersdorf):
- die Dorfkirche
- die Grabstätte für rumänische Kriegsgefangene (auf dem Friedhof)

## Wirtschaft
Östlich liegt der Windpark „Schwarzer Berg“.